# Invictus – de oövervinneliga
Invictus – de oövervinneliga (originaltitel Invictus) är en amerikansk dramafilm från 2009 i regi av Clint Eastwood, med Morgan Freeman och Matt Damon i huvudrollerna.

## Handling
Filmen utspelar sig i Sydafrika på 1990-talet, under Nelson Mandelas tid som sydafrikansk president. Då Sydafrika är värd för Världsmästerskapet i rugby 1995 bestämmer sig Mandela (Freeman) för att stödja "Springboks", Sydafrikas rugbylandslag, som ett medel för att ena nationen. Springboks ses av många svarta som en symbol för den gamla apartheidregimen, men sakta vinns hela nationens stöd för landslaget. Springboks lagkapten François Pienaar (Damon) hårdtränar laget. 

## Rollista i urval
- Morgan Freeman – Nelson Mandela
- Matt Damon – Francois Pienaar
- Tony Kgoroge – Jason Tshabalala
- Adjoa Andoh – Brenda Mazibuko
- Julian Lewis Jones – Etienne Feyder
- Patrick Mofokeng – Linga Moonsamy
- Matt Stern – Hendrick Booyens
- Marguerite Wheatley – Nerine Winter, Pienaars fru
- Patrick Lyster – François Pienaars far
- Leleti Khumalo – Mary
- McNeil Hendricks – Chester Williams

## Filmtiteln
Titeln till filmen är hämtad från dikten "Invictus" av William Ernest Henley (1849–1903). Henley skrev dikten när han i tjugoårsåldern låg på sjukhus och behandlades för tuberkulos. När läkarna gav honom dålig prognos skrev han dikten som gav honom styrka att fortsätta kämpa mot sjukdomen. Henley överlevde och dikten publicerades 1888. Nelson Mandela skriver i sin självbiografi att dikten hjälpte honom att uthärda fängelsetiden. Henley gav den aldrig själv titeln "Invictus" utan en förkortning som löd To R. T. H. B. — en dedikation till Robert Thomas Hamilton Bruce (1846–1899). Inför publiceringen 1888 fick den dock av bokförläggaren Arthur Quiller-Couch titeln Invictus som är latin för "den oövervinnelige".